# Каріда
Ка́ріда (ест. Karida küla) — село в Естонії, у волості Ляене-Сааре повіту Сааремаа.

## Населення
Чисельність населення на 31 грудня 2011 року становила 22 особи.

## Географія
На захід від села тече річка Кярла (Kärla jõgi).
Через село проходить дорога Каріда — Кярла.

## Історія
До 12 грудня 2014 року село входило до складу волості Кярла.